# 릉라도
릉라도(綾羅島, 표준어: 능라도)는 조선민주주의인민공화국 평양직할시 중구역에 있고 대동강이 굽어 흐르는 장소에 형성된 하중도의 하나이다. 면적은 1.3km2이고 둘레는 6km, 길이는 2.7km, 너비는 0.5km이다. 릉라도5월1일경기장이나 평양 시내에서 유일한 수영 시설인 반월도 수영장과 릉라인민유원지도 개설되어 있다. 능라도를 관통하는 다리로는 1988년 개통된 능라교와 1995년 개통된 청류교 두 개가 있으며, 강 서쪽의 평양 시내와는 터널을 통해 연결된다.
8.15 해방 이전 능라도에는 아래 사진에 나온대로 1910년경 건설된 수도정수지(水道淨水池)가 있었고, 평양 시내로 급수하는 대형수도관이 부설된 다리 벽라교(碧羅橋)가 있었다. 이 다리는 통칭 수도국 다리라고 부르기도 했는데, 차량 통행은 불가능했다. 이 다리는 해방 때까지 있었으나 지금은 없어졌다.

## 갤러리

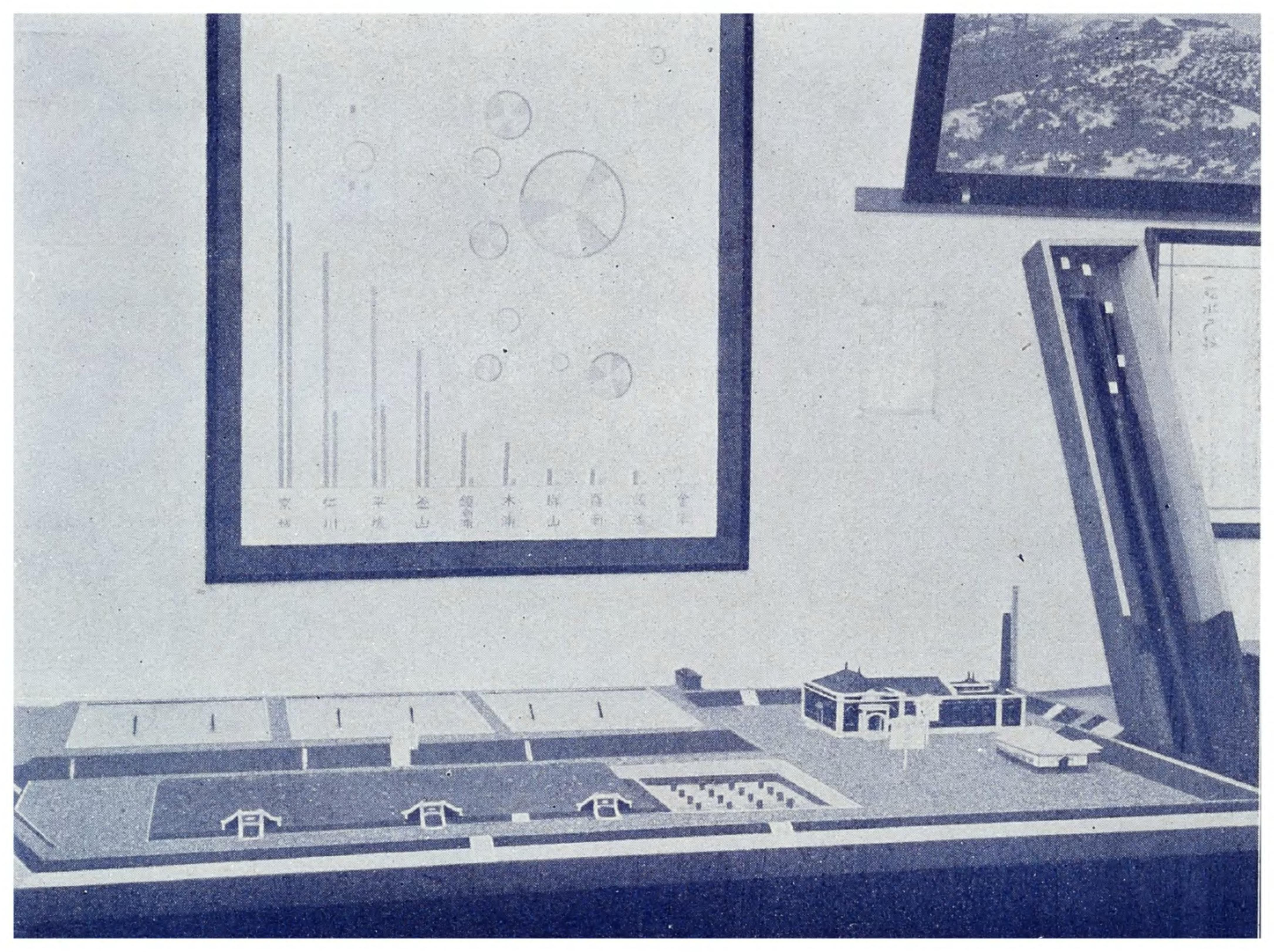
능라도 수원지 모형 : 조선총독부(朝鮮総督府) 사진기록물
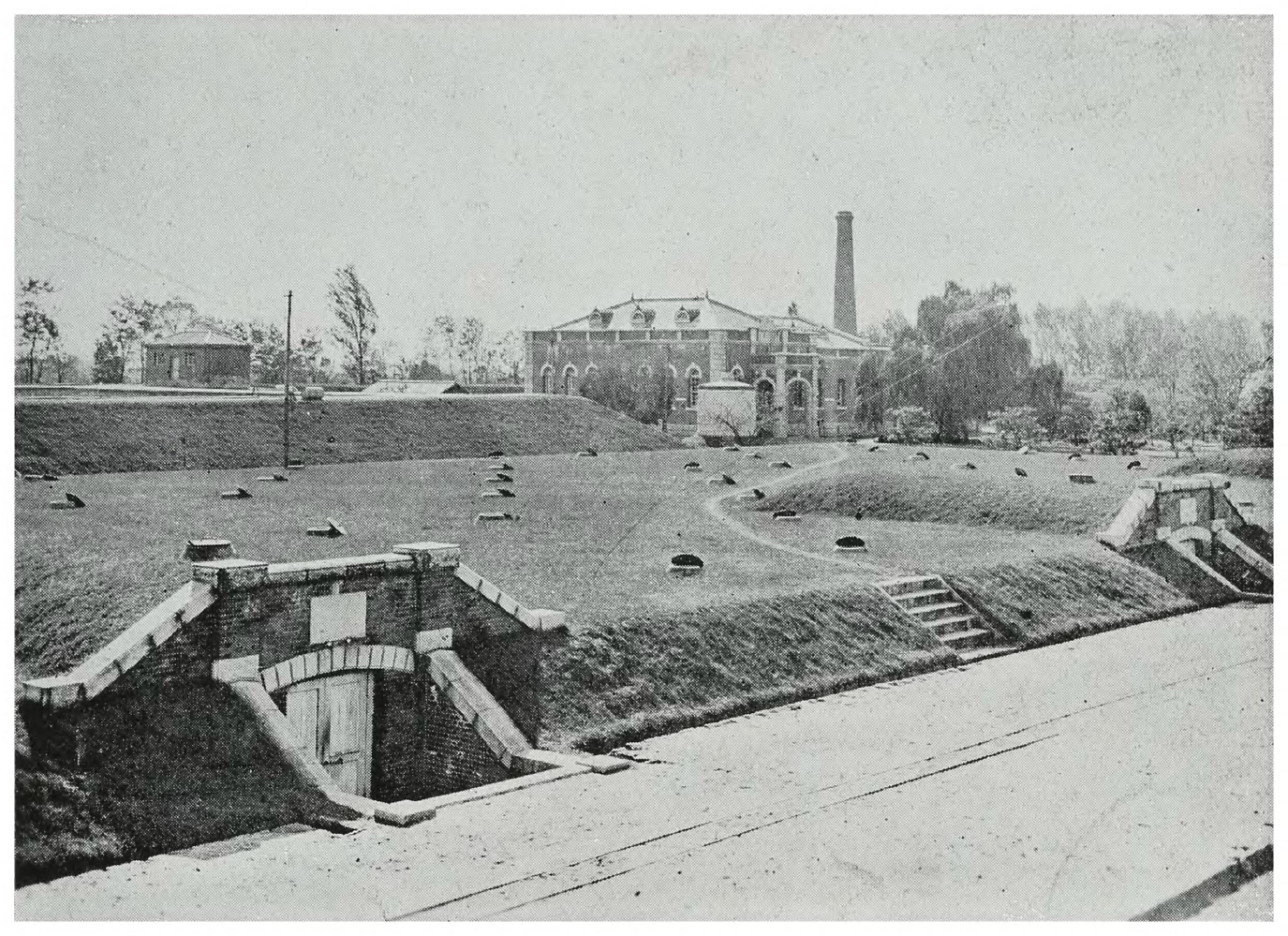
능라도 수원지의 실제 모습. 모형과 꼭 같다. : 조선총독부(朝鮮総督府) 사진기록물
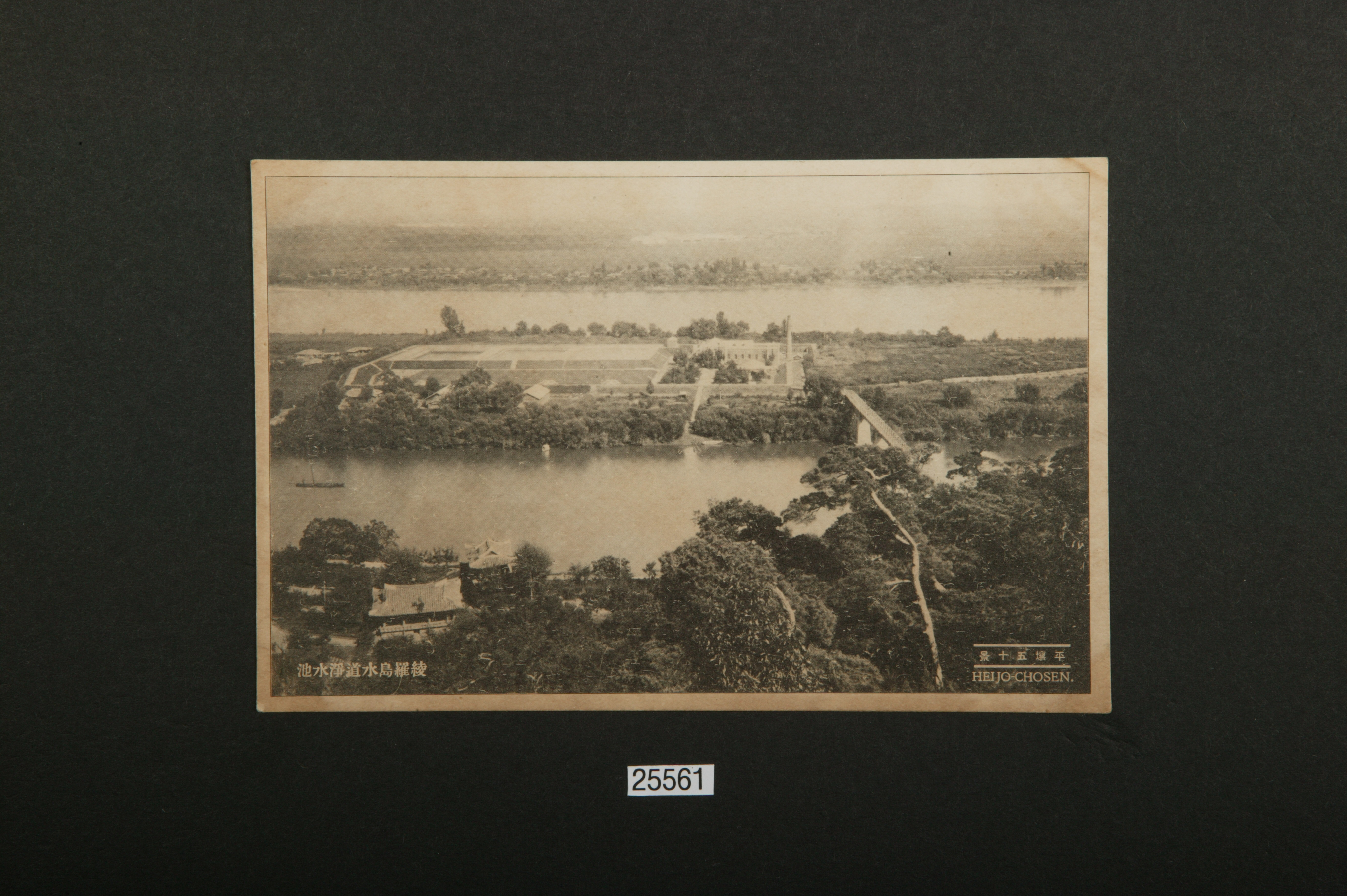
평양 능라도(綾羅島) 수도정수지(水道淨水池)와 거기로 연결된 다리 벽라교(碧羅橋)가 보인다. 정수지의 모습이 모형에 나온 것과 동일하다.
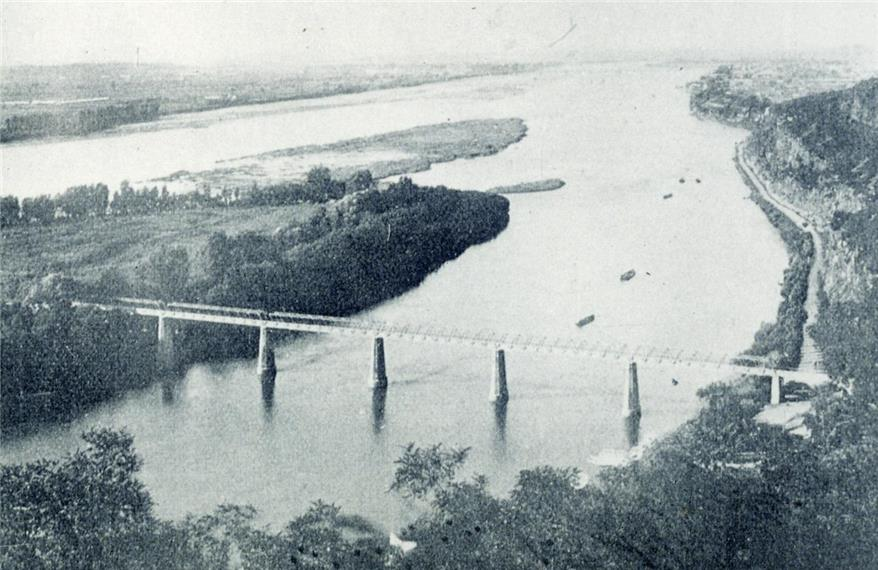
벽라교(碧羅橋)와 능라도(綾羅島)의 1910년 사진.
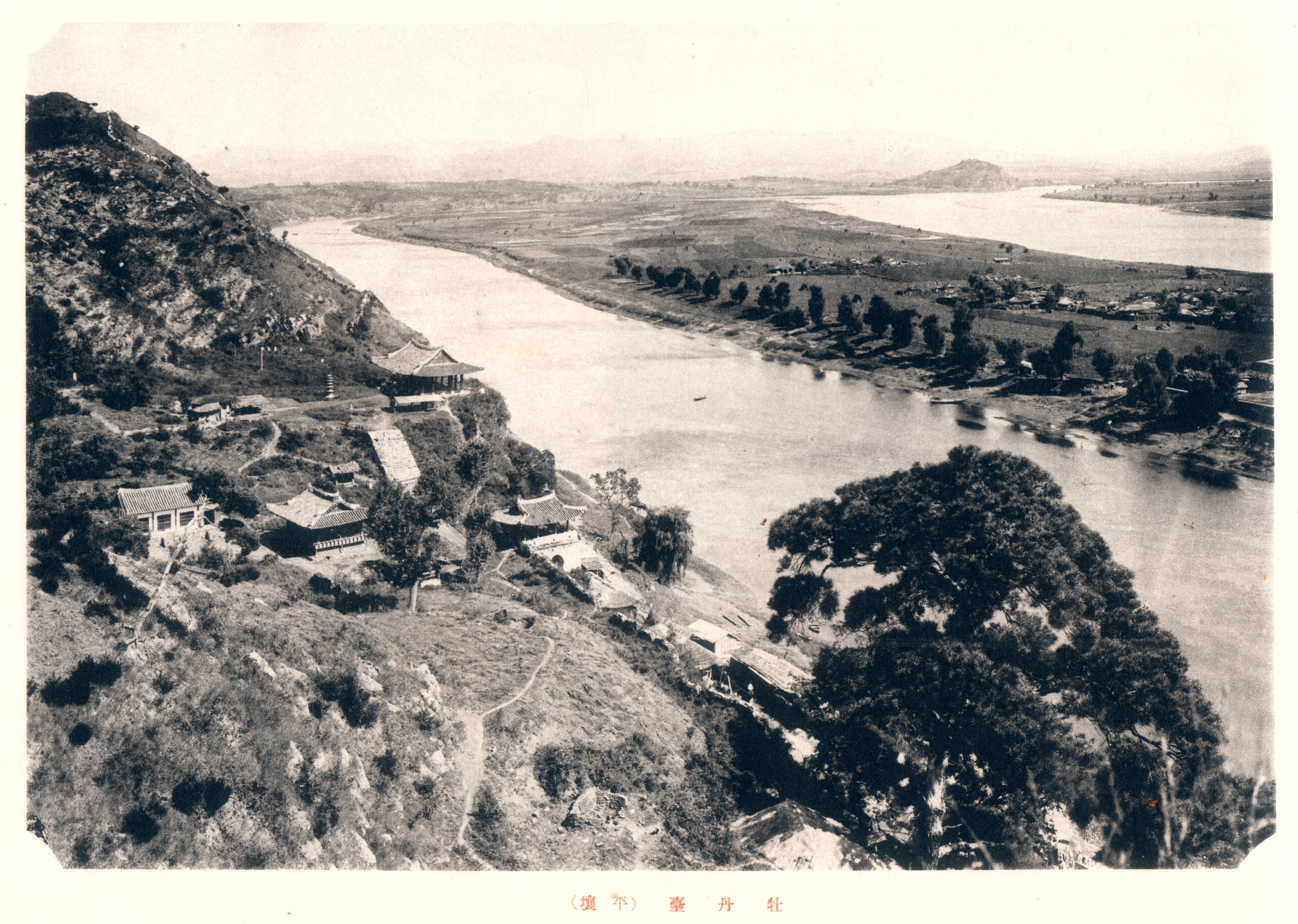
평양 모란대(牡丹臺) 일대의 전경사진으로 부벽루(浮碧樓), 영명사(永明寺), 전금문(轉錦門) 등을 포함하여 대동강 아래 능라도(綾羅島) 일대의 모습까지 두루 포착되어 있다. 『寫眞帖 朝鮮』(朝鮮總督府, 1921)
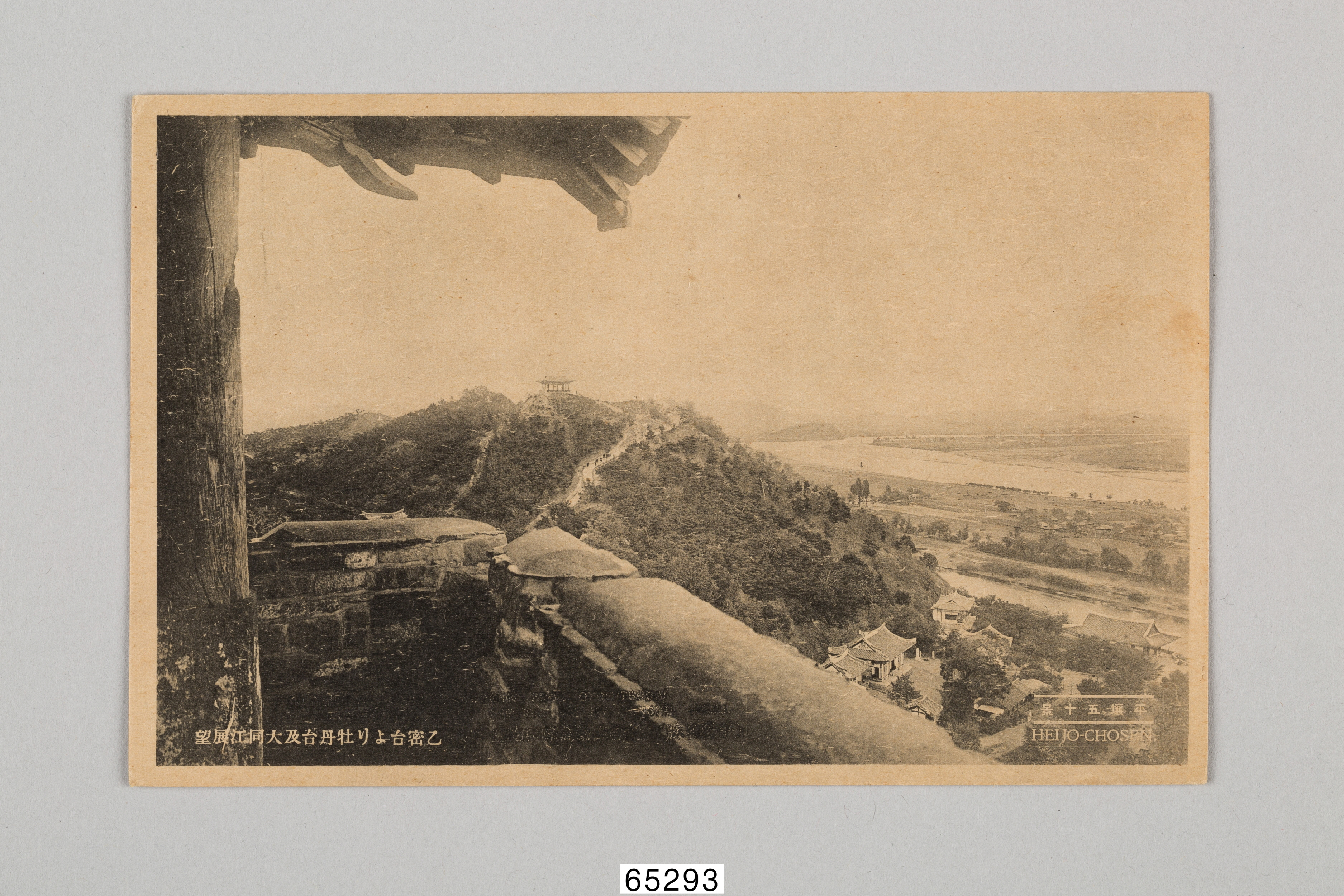
을밀대에서 본 대동강 전경. 모란봉 정상에 최승대가 있고, 그 아래 영명사와 강에 임한 부벽루가 보인다. 부벽루 앞의 섬이 능라도이며, 민가도 여럿 보인다.
미군이 1946년 작성한 평양지도. 능라도에 정수장 시설(Filtration Plant)과 벽라교가 나와 있다.
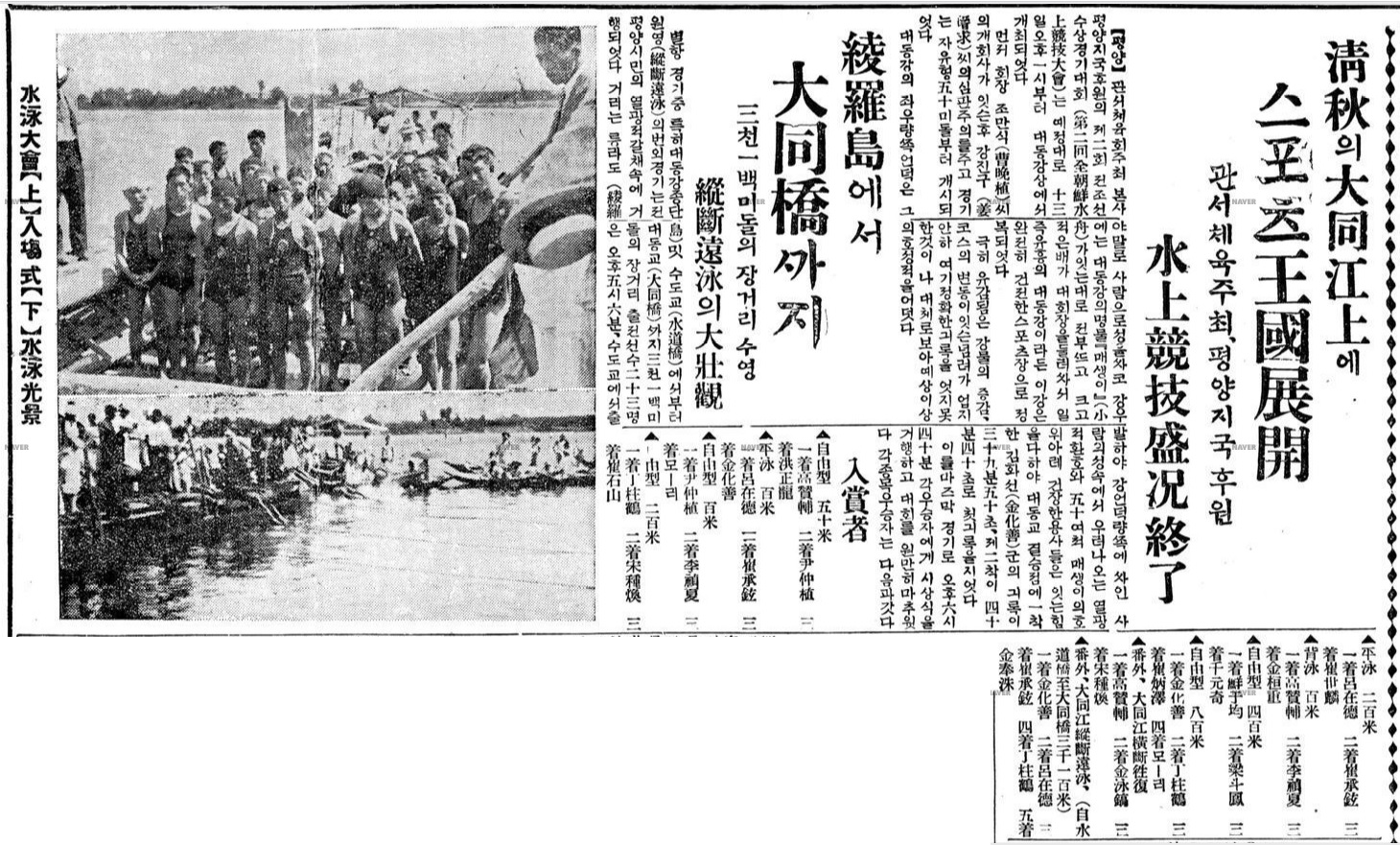
1932년 9월 13일 오후 1시에 대동강 수영대회가 능라도의 벽라교에서 대동교까지 3,100m 구간에서 열렸다.
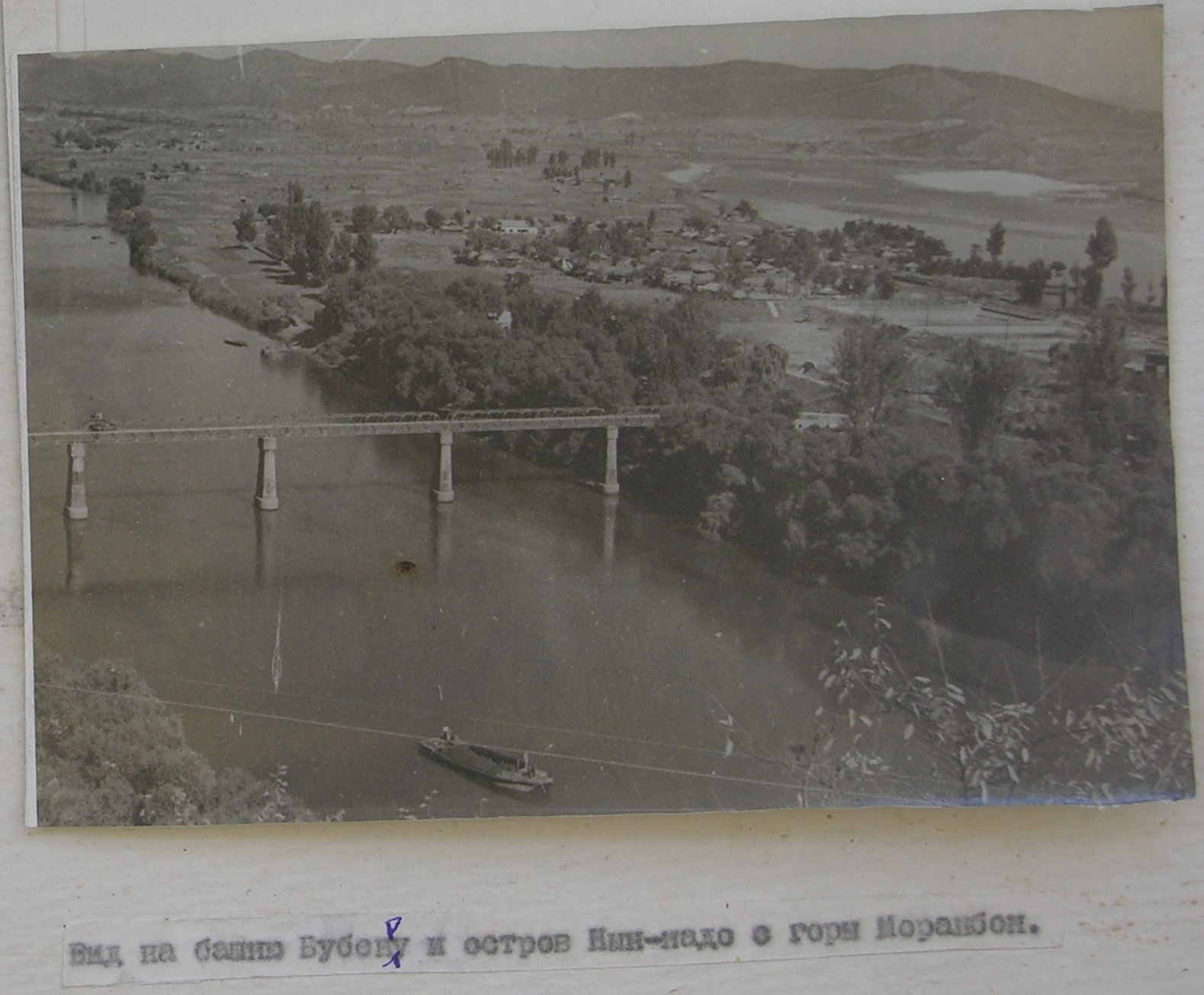
1949년의 능라도와 벽라교. 수원지 정수장도 보인다.